# Kateřina Karlsdotter

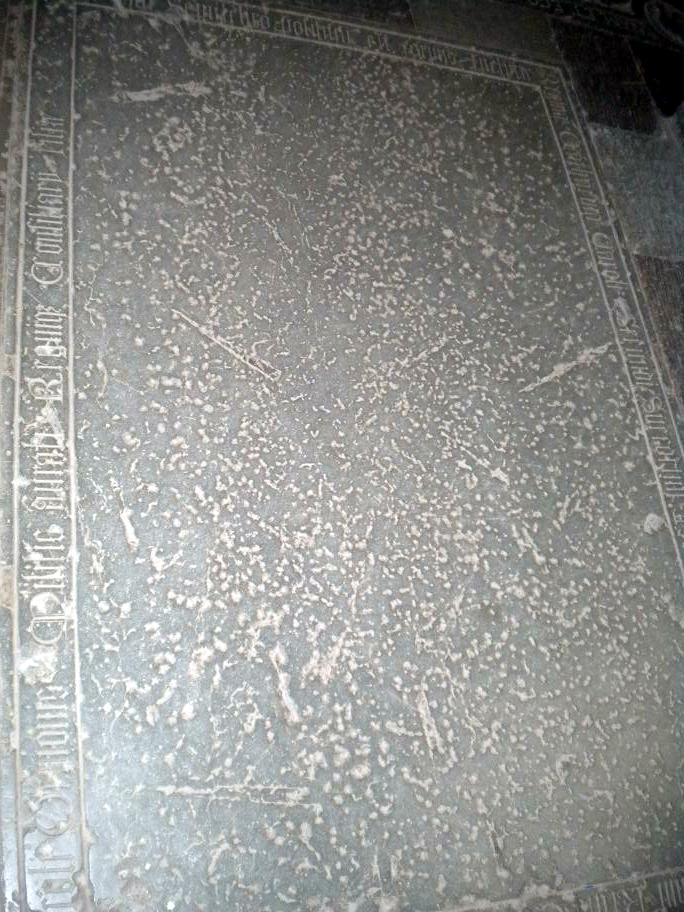
Kateřinin hrob ve Valdsteně

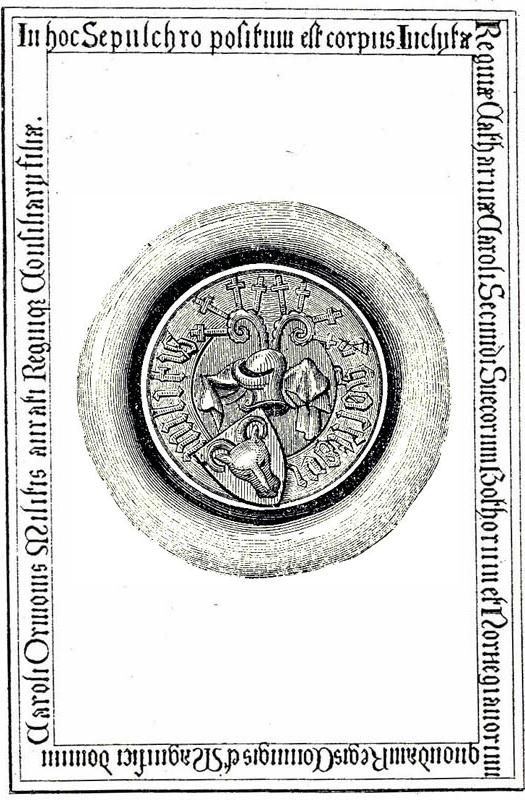
Kateřinin hrob ve Valdsteně, malba z roku 1820

Kateřina z Bjurum, za svého života zvaná Kateřina Karlsdotter, († 7. září 1450) byla v letech 1448–1450 královnou Švédska a královnou Norska v letech 1449–1450. Byla druhou manželkou, ale první královnou Karla VIII./I.

## Biografie
Kateřina byla dcerou Karla Ormssona (Gumsehuvud) a za ovdovělého regenta Švédska Karla Knutssona se provdala 5. října 1438. Stala se první dámou Švédska a v ceremoniálním smyslu nahrazovala královnu až do roku 1440, kdy byl její manžel jako regent nahrazen. Před sňatkem bylo třeba požádat o papežskou dispenz, protože Kateřina byla spřízněna s Karlovou první manželkou.
V roce 1448 se její manžel znovu stal regentem a nechal se korunovat králem. Kateřina byla korunována v katedrále v Uppsale 2. července 1448. O rok později se její manžel stal také králem Norska. Manželství bylo popisováno jako šťastné a vzešlo z něj devět dětí. Královna Kateřina byla údajně krásná a veselá a dokázala prý vytvořit uvolněnou atmosféru. Vstřícná byla i při udílení audiencí.
V roce 1450 se královna stala jednou z mnoha obětí moru, který zasáhl Stockholm, a Karel pro ni prý hluboce truchlil. Pohřbena je v klášteře ve Vadsteně. Její manžel se oženil ještě potřetí, v roce 1470 na své smrtelné posteli se svou finskou milenkou Kristinou.

## Potomstvo
- Margaret Karlsdotter (Bonde) (1442–1462)
- Magdalena Karlsdotter (Bonde) (1445–1495)
- Richeza Karlsdotter (Bonde) (nar. asi 1445), jeptiška
- Bridget Karlsdotter (Bonde) (1446–1469), jeptiška
- čtyři synové, kteří zemřeli záhy